# Boussac-Bourg

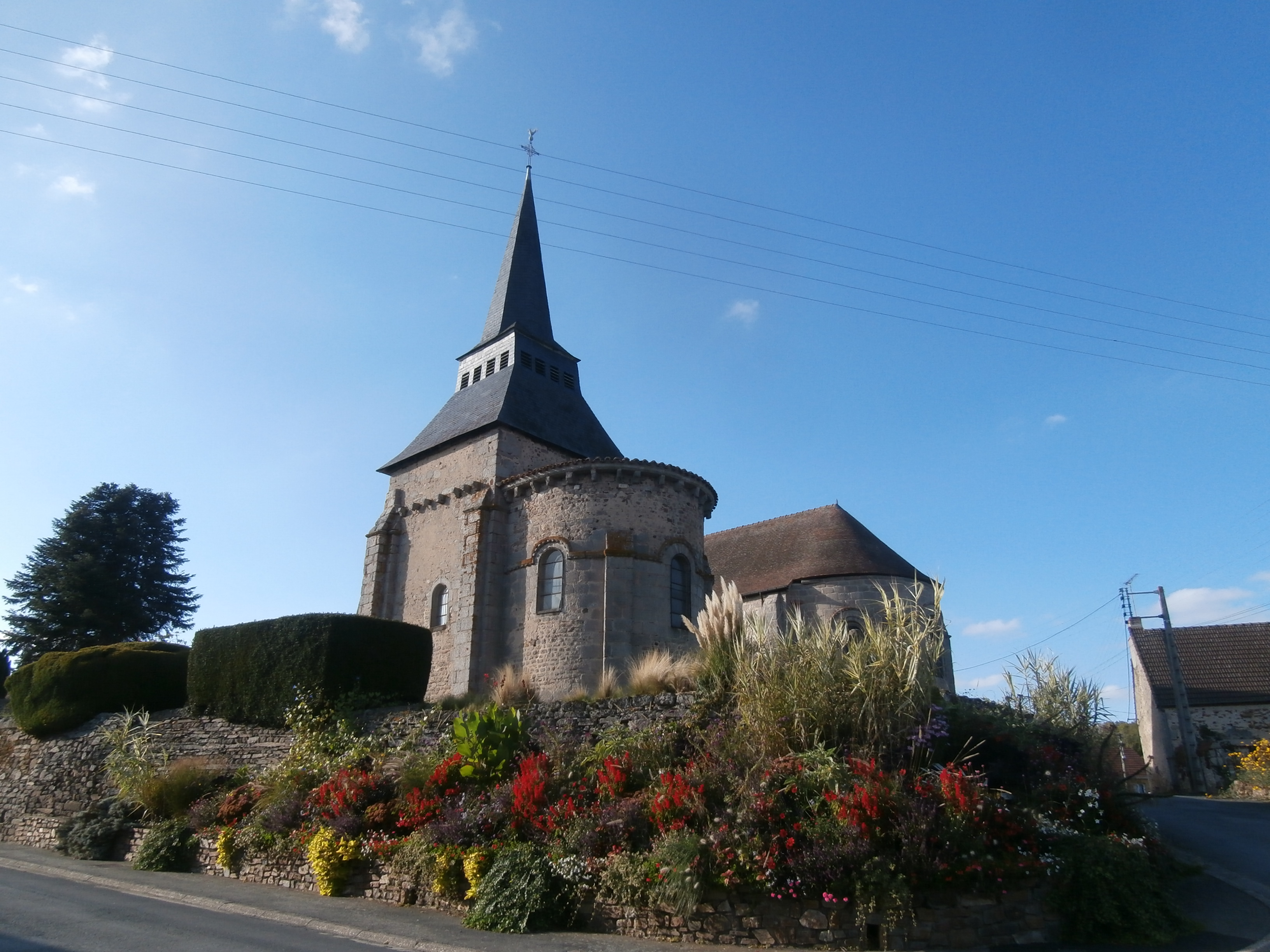
Kościół św. Marcina w Boussac-Bourg (2015)

Boussac-Bourg – miejscowość i gmina we Francji, w regionie Nowa Akwitania, w departamencie Creuse.
Według danych na rok 1990 gminę zamieszkiwało 899 osób, a gęstość zaludnienia wynosiła 23 osoby/km² (wśród 747 gmin Limousin Boussac-Bourg plasuje się na 145. miejscu pod względem liczby ludności, natomiast pod względem powierzchni na miejscu 85.).

## Populacja

Populacja Boussac-Bourg w latach 1962–2008